# Allele
Allele es una banda de nu-metal de Jacksonville, Florida, formada en 2002. Son 5 miembros: Wally Wood (Voz), Kelly Hayes (Guitarra Principal), Lane Maverick (Guitarra), Tim Tobin (Bajo) y Nathan Grimes (Batería). La banda actualmente trabaja con Corporate Punishment Records. Hasta el momento, lanzaron 2 álbumes de estudio llamados "Point Of Origin" y "Next To Parallel".

## Historia
Allele se formó en 2002 por Wally Wood y Lane Maverick, el exguitarrista de la banda Otep, y finalmente, Kelly Hayes (ex Cold) se unió a la banda, quien había hecho varias colaboraciones con la banda. Después de mejorar su calidad y el aumento de la experiencia en vivo , conseguirían un contrato con el sello independiente Corporate Punishment Records. La banda comenzó a trabajar en su LP debut Point Of Origin, con el productor Ben Schigel , quien ha trabajado con artistas como Chimaira y Bleed The Sky. "Point Of Origin" fue lanzado el 2005, y contó con una buena cantidad de comentarios positivos. 
Después de seis años y un largo tiempo de componer, Allele vuelve con el álbum "Next To Parallel", en el que se puede apreciar la evolución de la banda, que suena más elaborado y potente guitarra por parte de Kelly Hayes, destacando temas como "What I Get", "Drone", "Dead and Cold", Stay Down" y "Chains Of Alice".
El 15 de enero de 2013, se lanzó el "Allele EP", el cual incluye remake de 5 canciones de Point Of Origin. 
Allele describe su música como "rock pesado con un nuevo sentido".

## Discografía

### Álbumes
- Point of Origin (2005)
- Next to Parallel (2011)
- Allele EP (2013)

### Singles
- "Closer to Habit" (2005)
- "Stitches" (2006)
- "Let It Go" (2011)
- "Take You In" (2013)

### Videos musicales
- "Closer To Habit"
- "Let It Go"
- "Immune"